# Gejša (film)
Gejša (anglicky: Memoirs of a Geisha) je film z roku 2005. Režíroval ho americký režisér Rob Marshall. Film vydělal 162,2 milionů amerických dolarů a byl nominován na řadu ocenění. Získal třikrát Academy Awards, jednou Golden Globes a třikrát cenu BAFTA. Nejvíce byly oceňovány kostýmy a výkony kameramanů.

## Stručný děj
Malá dívenka Čijo je prodána svými rodiči se sestrou do domů gejš (tzv. okije), ve kterých se učí být gejšami. Čijo se několikrát pokusí utéct a tak se stává pouhou služebnou. Nakonec po několika letech získává druhou příležitost stát se gejšou, kterou jí nabídne starší gejša Mameha. Z dívky se mezitím stane legendární gejša Sayuri a dostane se ke své lásce, kterou potkala už v dětských letech.

## Obsazení
| Čang C’-i         | Sajuri        |
| Kung Li           | Hacumomo      |
| Ken Watanabe      | ředitel       |
| Michelle Yeoh     | Mameha        |
| Kódži Jakušo      | Nobu          |
| Jouki Kudoh       | Tykev         |
| Samantha Futerman | Catcu         |
| Kaori Momoi       | „Matka“ Nitta |